# Nymphes modesta
Nymphes modesta là một loài côn trùng trong họ Nymphidae thuộc bộ Neuroptera. Loài này được Gerstaecker miêu tả năm 1885.